# Mozilla Firefox 5
El Mozilla Firefox 5 és la versió del navegador web Mozilla Firefox llançada el 21 de juny del 2011.

## Desenvolupament

### Canvi a la política d'alliberament
El llançament del Firefox 4, amb molts retards, va fer canviar l'estratègia de llançament de versions del Firefox. Anteriorment s'havia utilitzat un mecanisme de versions llargues, mentre que aquest cop s'ha decidit fer moltes més versions principals en menys temps. Mozilla preveu llançat el Firefox 5, 6 i 7 el 2011. D'aquesta manera la política d'alliberament esdevindrà similar a altres navegadors com Google Chrome, que fan llançaments més freqüents.
Aquest nou canal d'actualitzacions s'anomena "Aurora". Els nous llançaments estan planejats perquè es publiquin a intervals d'entre 6 i 16 setmanes. L'objectiu és oferir noves característiques als usuaris de forma més ràpida.

## Característiques
Algunes de les noves característiques inclouen:
- Possibilitat d'afegir llocs webs específics a la barra d'eines, de forma similar a l'Internet Explorer 9. D'aquesta manera també es poden mostrar enllaços específics a aquest lloc web de forma ràpida.
- Codis de color per als motors de cerca utilitzats.
- Millores al gestor d'extensions i Firefox Sync.
- Visualitzador de documents PDF integrat.
- Control de sessions de pàgines web, i possibilitat d'utilitzar múltiples comptes a la vegada.
- Integració amb serveis socials.
- Millores en el suport d'HTML 5 i CSS 3.
- Millores de rendiment.
- Una opció Do-Not-Track, que no permet als anunciants saber els hàbits de navegació de l'usuaris i instal·lar galetes HTTP a l'ordinador.
- Millores d'estabilitat i seguretat.[9][10][11]

## Història de versions
| Data de llançament                            | Llançament         | Versió del Gecko | Estat                         | Canvis                                 | Baixada |
| --------------------------------------------- | ------------------ | ---------------- | ----------------------------- | -------------------------------------- | ------- |
| 12 d'abril de 2011                            | Aurora 5.0 Alpha 2 | 2.0              | Ja no està disponible         | Primer llançament alpha del Firefox 5. |         |
| 20 de maig de 2011 (orig. 17 de maig de 2011) | Firefox 5.0 Beta 2 | 2.0              | Alliberada al públic (actual) | Primer llançament beta del Firefox 5.  | Aquí    |
| 1 de juny de 2011                             | Firefox 5.0 Beta 3 | 2.0              | Alliberada al públic (actual) | Segon llançament beta del Firefox 5.   | Aquí    |
| 21 de juny 2011                               | Firefox 5.0        | 2.0              | Alliberada al públic          | Llançament oficial del Firefox 5       | Aquí    |